# Eleições legislativas na Rússia em 1995
As eleições legislativas na Rússia foram realizadas a 17 de dezembro de 1995, e serviram para eleger os 450 assentos da Duma.
Com 43 partidos a concorrerem a estas eleições, o Partido Comunista da Federação Russa foi o grande vencedor ao conseguir 22,3% dos votos e 157 deputados, reforçando-se como o principal opositor a Boris Yeltsin.
Os nacionalistas do Partido Liberal Democrata da Rússia perdeu mais de metade do seu eleitorado de 1993, ao se ficar pelos 11,2% dos votos, ainda assim sendo o segundo partido mais votado.
O partido Nossa Casa - Rússia, o partido alinhado com Boris Yeltsin, ficou-se como o terceiro partido do país ao obter pouco mais de 10% dos votos, demonstrando-se mais uma vez a fraca popularidade de Yeltsin.

## Resultados Oficiais
| Partido                 | Partido                              | Método Proporcional | Método Proporcional | Método Proporcional | Método Proporcional | Método Proporcional | Método Uninominal | Método Uninominal | Método Uninominal | Método Uninominal | Método Uninominal | Total     | +/-  |
| Partido                 | Partido                              | Votos               | %                   | +/-                 | Deputados           | +/-                 | Votos             | %                 | +/-               | Deputados         | +/-               | Total     | +/-  |
| ----------------------- | ------------------------------------ | ------------------- | ------------------- | ------------------- | ------------------- | ------------------- | ----------------- | ----------------- | ----------------- | ----------------- | ----------------- | --------- | ---- |
|                         | Partido Comunista                    | 15 432 963          | 22,30               | 9,90                | 99 / 225            | 67                  | 8 636 392         | 12,78             | 9,56              | 58 / 225          | 48                | 157 / 450 | 115  |
|                         | Partido Liberal Democrata            | 7 737 431           | 11,18               | 11,74               | 50 / 225            | 9                   | 3 801 971         | 5,63              | 2,89              | 1 / 225           | 4                 | 51 / 450  | 13   |
|                         | Nossa Casa - Rússia                  | 7 009 291           | 10,13               | Novo                | 45 / 225            | Novo                | 3 808 745         | 5,64              | Novo              | 10 / 225          | Novo              | 55 / 450  | Novo |
|                         | Yabloko                              | 4 767 384           | 6,89                | 0,97                | 31 / 225            | 11                  | 2 209 945         | 3,27              | 0,05              | 14 / 225          | 7                 | 45 / 450  | 18   |
|                         | Mulheres da Rússia                   | 3 188 813           | 4,61                | 3,52                | 0 / 225             | 21                  | 712 072           | 1,05              | 0,51              | 3 / 225           | 1                 | 3 / 450   | 20   |
|                         | Partido Comunista dos Trabalhadores  | 3 137 406           | 4,53                | Novo                | 0 / 225             | Novo                | 1 276 655         | 1,89              | Novo              | 1 / 225           | Novo              | 1 / 450   | Novo |
|                         | Congresso das Comunidades Russas     | 2 980 137           | 4,31                | Novo                | 0 / 225             | Novo                | 1 987 665         | 2,94              | Novo              | 5 / 225           | Novo              | 5 / 450   | Novo |
|                         | Partido da Auto-gestão Operária      | 2 756 954           | 3,98                | Novo                | 0 / 225             | Novo                | 475 007           | 0,70              | Novo              | 1 / 225           | Novo              | 1 / 450   | Novo |
|                         | Escolha Democrática da Rússia        | 2 674 084           | 3,86                | 11,66               | 0 / 225             | 40                  | 1 819 330         | 2,69              | 3,63              | 9 / 225           | 15                | 9 / 450   | 55   |
|                         | Partido Agrário da Rússia            | 2 613 127           | 3,78                | 6,21                | 0 / 225             | 21                  | 4 066 214         | 6,02              | 1,01              | 20 / 225          | 4                 | 20 / 450  | 17   |
|                         | Derzhava                             | 1 781 233           | 2,57                | Novo                | 0 / 225             | Novo                | 420 860           | 0,62              | Novo              | 0 / 225           | Novo              | 0 / 450   | Novo |
|                         | Avante, Rússia!                      | 1 343 428           | 1,94                | Novo                | 0 / 225             | Novo                | 1 054 577         | 1,56              | Novo              | 3 / 225           | Novo              | 3 / 450   | Novo |
|                         | União de Todos os Povos Russos       | 1 112 873           | 1,61                | Novo                | 0 / 225             | Novo                | 1 345 905         | 1,99              | Novo              | 9 / 225           | Novo              | 9 / 450   | Novo |
|                         | Pamfilova-Gurov-Lysenko              | 1 106 812           | 1,60                | Novo                | 0 / 225             | Novo                | 476 721           | 0,71              | Novo              | 2 / 225           | Novo              | 2 / 450   | Novo |
|                         | União do Trabalho                    | 1 076 072           | 1,55                | Novo                | 0 / 225             | Novo                | 584 063           | 0,86              | Novo              | 1 / 225           | Novo              | 1 / 450   | Novo |
|                         | Partido Ecologista Russo             | 962 195             | 1,39                | 0,63                | 0 / 225             | Estável             | 304 896           | 0,45              | 0,07              | 0 / 225           | 1                 | 0 / 450   | 1    |
|                         | Bloco Ivan Rybkin                    | 769 259             | 1,11                | Novo                | 0 / 225             | Novo                | 1 073 580         | 1,59              | Novo              | 3 / 225           | Novo              | 3 / 450   | Novo |
|                         | Outros partidos (com menos de 1,00%) | 5 516 587           | 7,98                |                     | 0 / 225             |                     | 5 249 779         | 7,77              |                   | 8 / 225           |                   | 8 / 450   |      |
|                         | Independentes                        | -                   | -                   | -                   | -                   | -                   | 21 620 835        | 31,99             | 13,16             | 77 / 225          | 53                | 77 / 450  | 53   |
| Voto Contra Todos       | Voto Contra Todos                    | 1 918 151           | 2,77                | 1,45                |                     |                     | 6 660 495         | 9,85              | 4,95              |                   |                   |           |      |
| Votos Inválidos         | Votos Inválidos                      | 1 320 619           |                     |                     |                     |                     | 1 582 227         |                   |                   |                   |                   |           |      |
| Total                   | Total                                | 69 204 819          | 100                 |                     | 225 / 225           |                     | 69 167 934        | 100               |                   | 225 / 225         |                   | 450 / 450 |      |
| Eleitorado/Participação | Eleitorado/Participação              | 107 496 856         | 64,38               | 13,75               |                     |                     | 107 496 856       | 64,34             | 10,19             |                   |                   |           |      |